# Nikołaj Karamyszew
Nikołaj Wiktorowicz Karamyszew (ur. 16 stycznia 1989 roku w Kursku) – rosyjski kierowca wyścigowy.

## Kariera
Karamyszew rozpoczął karierę w wyścigach samochodowych w 2008 roku od startów w klasie Super Production European Touring Car Cup, gdzie dwukrotnie stawał na podium. Dorobek szesnastu punktów dał mu tytuł wicemistrza serii. W późniejszych latach startował także w World Touring Car Championship. W sezonie 2014 był najlepszy w klasie Super 2000 TC2T European Touring Car Cup.